# Design Organization Approval
Design Organization Approval (DOA) è una certificazione d'impresa in ambito aeronautico che deve essere ottenuta da ogni organizzazione di progettazione di prodotti per i quali si richieda un certificato di tipo, un’approvazione di una modifica maggiore o un certificato di tipo supplementare.

## Certificazione
I requisiti necessari al conseguimento della certificazione DOA sono contenuti nel Regolamento (UE) 748/2012 del 3 agosto 2012, pubblicato il 21 agosto 2012, che supera e sostituisce il Regolamento (CE) 1702/2003, ed il suo Allegato – Parte 21. Il regolamento obbliga a ottenere la DOA per le imprese che progettano prodotti (aeromobili, motori, eliche), parti secondo ETSO (European Technical Standard Order) o modifiche/riparazioni "maggiori" a prodotti o parti.